# Сартори, Джованни
Джованни Сартори (итал. Giovanni Sartori; 13 мая 1924, Флоренция — 4 апреля 2017, Рим) — итальянский и американский политолог, философ и социолог. Автор книги «Пересматривая теорию демократии» (1987). С 1976 года жил в США. Один из лидеров «флорентийской школы» политических исследований.

## Научная деятельность
В течение долгих лет работал в США, являлся профессором Колумбийского университета в Нью-Йорке, почётным доктором университетов Генуи, Джорджтауна, Гвадалахары, Буэнос-Айреса, Бухареста. Автор многих научных трудов, ряда сравнительных исследований политических систем Италии и других западных стран. Работы ученого переведены на 30 иностранных языков.
В продолжение традиции Парето и Лассуэлла разрабатывал концепцию «элиты» в демократических странах, которую рассматривал одновременно как «контролирующее меньшинство» и как «артефакт демократических процедур». Демократию рассматривал как «стратархию» — «конфигурацию власти без вершины» (нестрогая пирамида). Поскольку современная концепция «демократии» далека от античного идеала «власти народа», то Сартори предпочитал её именовать «селективной полиархией», при которой власть принадлежит меньшинству, но в отличие от олигархии, власть не закрыта от общества и допускает оппозицию.

## Награды и звания
- 2005 — лауреат премии принца Астурийского в номинации «Общественные науки».

## Переводы на русский язык
- Вертикальная демократия // Полис. Политические исследования. 1993. № 2. С. 80.
- Искажение концептов в сравнительной политологии (I) // Полис. Политические исследования. 2003. № 3. С. 67-77.
- Искажение концептов в сравнительной политологии (II) // Полис. Политические исследования. 2003. № 4.
- Искажение концептов в сравнительной политологии (III) // Полис. Политические исследования. 2003. № 5.
- Сартори Дж. Партии и партийные системы: Рамки анализа // Партии и выборы: Хрестоматия / отв. ред. и сост. Н.В. Анохина, Е.Ю. Мелешкина. — Москва: РАН. ИНИОН. Центр социальных научно-информационных исследований. Отдел политической науки. Московский государственный институт международных отношений (университет) МИД РФ, 2004. — С. 14—26. — ISBN 5–248–00186–2.